# Miki, Azerbajdzjan
Miki är en ort i Azerbajdzjan. Den ligger i distriktet Astara Rayonu, i den södra delen av landet, 220 km söder om huvudstaden Baku. Miki ligger 267 meter över havet och antalet invånare är 935.
Terrängen runt Miki är bergig, och sluttar brant österut. Runt Miki är det ganska tätbefolkat, med 129 invånare per kvadratkilometer.. Närmaste större samhälle är Astara, 19,6 km sydost om Miki.
Omgivningarna runt Miki är en mosaik av jordbruksmark och naturlig växtlighet.